# Kazimiera Drozd
Kazimiera Leokadia Drozd, z domu Koźma (ur. 21 grudnia 1924 w Nowotańcu, zm. 13 stycznia 2008 w Sanoku) – polska nauczycielka, działaczka polityczna.

## Życiorys
Urodziła się jako Kazimiera Leokadia Koźma 21 grudnia 1924 w Nowotańcu, córka Władysława (pochodził z Jaćmierza) i Karoliny z domu Balwierczak (rodem z Nagórzan, zm. 1949).
W 1943 do jej rodzinnego domu przybył Marcin Drozd, którego poznała wcześniej w pociągu relacji Sambor–Lwów. W 1944 w Nowotańcu oboje wzięli ślub. W czasie nadejścia frontu wschodniego latem 1944 pod Nowotańcem została ranna w wyniku ostrzału artyleryjskiego ze strony sowieckiej. 5 listopada 1944 w kościele św. Mikołaja w Nowotańcu wzięła ślub z Marcinem Drozdem. Po spaleniu Nowotańca jej rodzice mieszkali w Nowosielcach.
Kształciła się w szkole średniej w Sanoku, od 1945 w I klasie w sanockim gimnazjum. W Sanoku zdała maturę. Ukończyła studia na Uniwersytecie Warszawskim, uzyskując tytuł magistra historii. Otrzymała tytuł profesora dyplomowanego. Jako nauczycielka historii pracowała w Liceum Ogólnokształcącym w Sanoku, w którym była zastępcą dyrektora od 1953 do 1956. Następnie była dyrektorem II Liceum w Rzeszowie przy ulicy Krakowskiej, gdzie uczyła historii. W okresie pracy w Rzeszowie była angażowana do udzielania wykładów podczas szkoleń (np. z zakresu filozofii i psychologii). Po powrocie z mężem do Sanoka była dyrektorką I LO od 1965 do 1966 i ponownie zastępcą dyrektora od 1966 do 1974. 
28 września 1972 była w grupie 29 wykładowców i prowadzących seminaria szkolenia partyjnego, przejętej przez I sekretarza KC PZPR Edwarda Gierka. W ramach X Dni Książki Społeczno-Politycznej „Człowiek, Świat, Polityka” w Sanoku miała odczyt na temat roli literatury społeczno-politycznej w kształtowaniu socjalistycznych-postaw. Pełniła funkcję lektorki Komitetu Miejskiego Polskiej Zjednoczonej Partii Robotniczej w Sanoku.

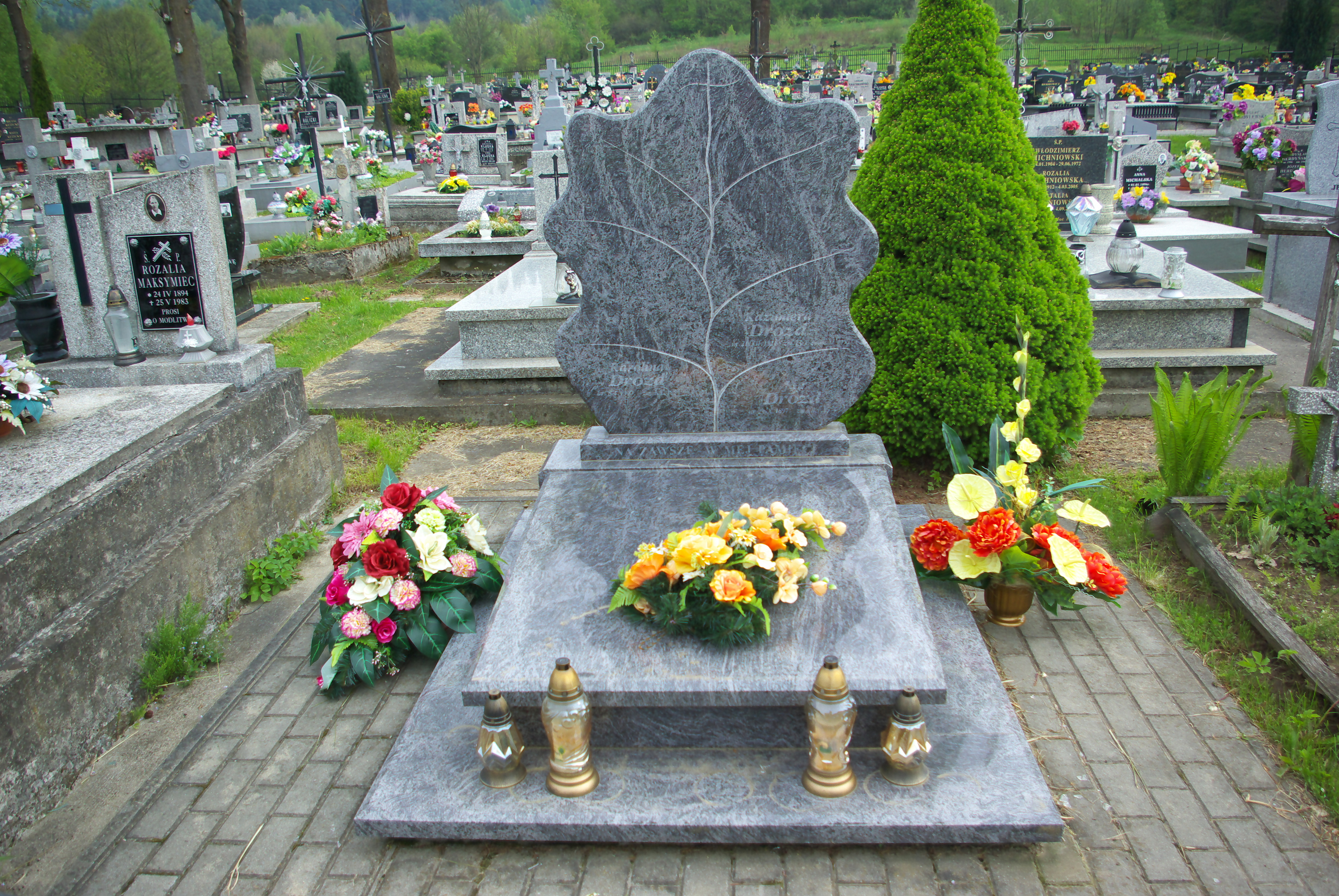
Grobowiec rodziny Drozdów

Z Marcinem Drozdem (1922-2016, urzędnik, polityk) miała dwóch synów: Krzysztofa (inżynier mechaniki, pilot) i Marka (doktor medycyny, laryngolog w Sanoku). Zmarła 13 stycznia 2008. Została pochowana w grobowcu rodziny Drozdów na Cmentarzu Olchowieckim w Sanoku.

## Odznaczenia i wyróżnienia
Odznaczenia
- Krzyż Kawalerski Orderu Odrodzenia Polski (1984)[25]
- Złoty Krzyż Zasługi (1969)[26]
- Medal „Za upowszechnianie marksizmu-leninizmu” (1980)[27]

Wyróżnienia
- Dyplom uznania za wybitne osiągnięcia i zaangażowanie w pracy ideowo-wychowawczej (1983)[28]
- „Jubileuszowy Adres” (1984)[29]
- List gratulacyjny od Komisji Ideologicznej KW PZPR (1988)[30]